# ジョン・アンスティス (1708-1754)

ジョン・アンスティスの紋章

ジョン・アンスティス（英語: John Anstis FSA、1708年11月17日 – 1754年12月5日）は、イギリスの紋章官（ガーター・プリンシパル・キング・オブ・アームズ、在任：1727年 – 1754年）。1725年に復活したバス騎士団の初代ブラン・クールシエ・ヘラルド（在任：1726年 – 1754年）を務めた。

## 生涯
紋章官ジョン・アンスティスと妻エリザベス（Elizabeth、旧姓カッドリップ（Cudlipp）、1675年ごろ – 1735年ごろ、リチャード・カッドリップの娘）の第7子として、1708年11月17日にセント・クレメント・デーンズで生まれた。ウェストミンスター・スクールを短期間通った後、家庭教師ミシェル・メーテールの教育を受け、1725年9月8日にオックスフォード大学コーパス・クリスティ・カレッジに入学した。
1725年5月にバス騎士団が再創設されると、騎士団付き系譜学者に任命された。バス騎士団付き系譜学者の兼任するブラン・クールシエ・ヘラルドには1726年1月14日に指名され、1727年10月6日に正式に任命された。また、父が1719年よりガーター・プリンシパル・キング・オブ・アームズを務めていたが、1727年6月9日に父との共同就任が決まり、1730年6月18日に宣誓して正式に就任した。
1730年10月16日にミドル・テンプルに入学、1731年10月29日に弁護士資格免許を取得した。
1733年、父とともにガーター・キング・オブ・アームズとしてデン・ハーグに向かい、オラニエ公ウィレム4世にガーター勲章を正式に授与した。それ以外にも度々単独で大陸ヨーロッパに向かい、外国の人物にガーター勲章を授与した。1736年7月21日、ロンドン考古協会フェローに選出された。
1744年3月4日に父が死去すると、その遺産を継承し、単独就任として引き続き紋章官を務めた。1749年4月13日にオックスフォード大学よりD.C.L.の学位を授与され。14日にミドル・テンプルの評議員に選出された。1753年にはミドル・テンプルの朗読者（reader）を務めた。
1754年12月5日、生涯未婚のままモートレイクで死去、コーンウォールのデューローで埋葬された。

## 評価
一般的には紋章官として有能だとされるが、「激しく執念深い」（violent vindictiveness）性格だったため敵が多く、特に紋章院での同僚に敵視されることが多かった。たとえば、同時代の紋章官ジョン・ウォーバートンはおそらく敵意をもってアンスティスを「特筆すべきことは（紋章学について）何も知らないことだけ」（only remarkable for knowing nothing whatever of the matter）と評している。